# Jerzy Wit Majewski

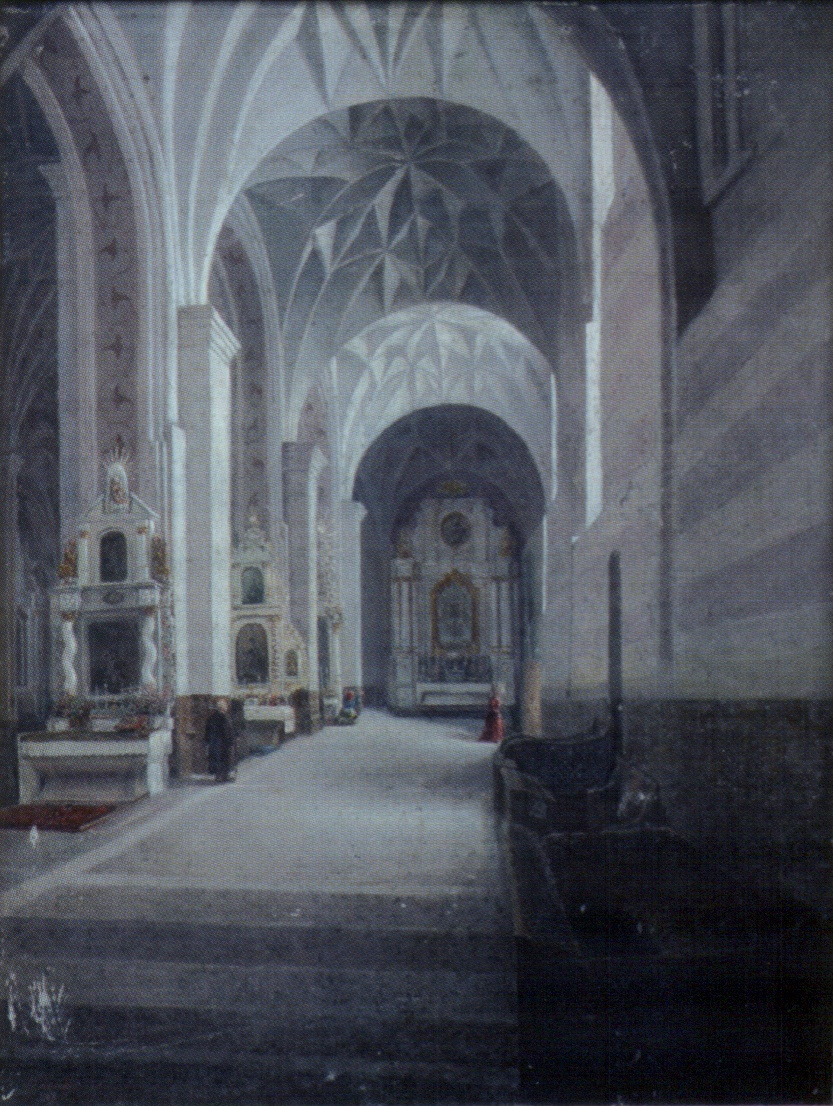
Wnętrze nawy południowej łomżyńskiej fary. Obraz Jerzego Wita Majewskiego.

Jerzy Wit Majewski (ur. 11 czerwca 1826, zm. 23 sierpnia 1909) – polski artysta, malarz, rzeźbiarz, działacz kulturalny.
Założyciel i działacz towarzystw działających w Łomży na przełomie XIX i XX wieku. Prekursor Koła Miłośników Muzyki Orkiestralnej, które zarejestrowano w 1895 roku. Jako działacz Towarzystwa Dobroczynności został wybrany do Rady Gospodarczej Towarzystwa, a 1903 roku został jego prezesem. Włączył się do zorganizowanej w 1898 roku Wystawy Sztuk Pięknych, będąc w komitecie organizacyjnym. Przekazał kilkaset tomów nowo powstałej czytelni Marii Stamirowskiej i Czesławy Niziołomskiej. W swoim testamencie zapisał na rzecz Towarzystwa Dobroczynności dwa budynki przy ul. Krzywe Koło. W zbiorach Muzeum Północno-Mazowieckiego w Łomży znajduje się jego obraz, przedstawiający wnętrze łomżyńskiej fary. Po śmierci został pochowany na cmentarzu w Łomży.